# Armilla

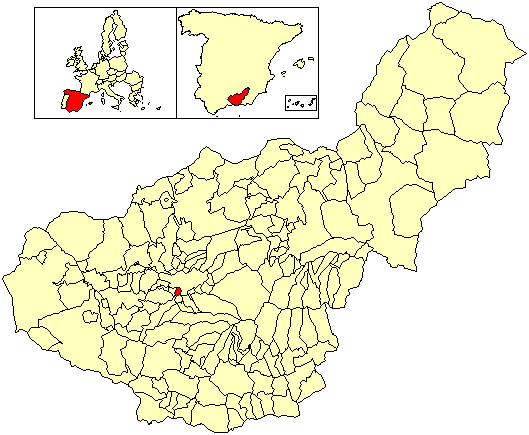
Localização de Armilla

Armilla é um município da Espanha na província de Granada, comunidade autónoma da Andaluzia, de área 4 km² com população de 20115 habitantes (2005) e densidade populacional de 5028,75 hab./km².

## Demografia
| Variação demográfica do município entre 1991 e 2005 | Variação demográfica do município entre 1991 e 2005 | Variação demográfica do município entre 1991 e 2005 | Variação demográfica do município entre 1991 e 2005 |
| --------------------------------------------------- | --------------------------------------------------- | --------------------------------------------------- | --------------------------------------------------- |
| 1991                                                | 1996                                                | 2001                                                | 2004                                                |
|                                                     | 10921                                               | 12859                                               | 15404                                               |